# John L. Mack
John L. Mack (* 12. August 1927; † 24. Dezember 2021) war ein Tonmeister.

## Leben
Mack begann seine Karriere Mitte der 1950er Jahre und hatte sein Filmbedüt 1956 mit dem Drama Lovers and Lollipops von Morris Engel und Ruth Orkin. 1963 wirkte er am Monumentalfilm Cleopatra mit. 1976 war er für Robert Wises Katastrophenfilm Die Hindenburg gemeinsam mit Leonard Peterson, John A. Bolger Jr. und Don Sharpless für den Oscar in der Kategorie Bester Ton nominiert, der Preis ging in diesem Jahr jedoch an Steven Spielbergs Horrorfilm Der weiße Hai.
Mack war neben seiner Arbeit an Spielfilmen auch an Fernsehproduktionen tätig, darunter die Dramedy Wunderbare Jahre. Für diese war er zwischen 1989 und 1991 drei Mal in Folge für den Primetime Emmy nominiert. Eine weitere Emmy-Nominierung erhielt er 1981 für ein National Geographic Special.

## Filmografie (Auswahl)
- 1959: Im Todeskessel von Kusong (Operation Dames)
- 1963: Cleopatra
- 1971: Betrogen (The Beguiled)
- 1975: Die Hindenburg (The Hindenburg)
- 1982: Das Ding aus dem Sumpf (Swamp Thing)
- 1983: Projekt Brainstorm (Brainstorm)
- 1984: Police Academy – Dümmer als die Polizei erlaubt (Police Academy)
- 1985: Lanny dreht auf (Better Off Dead)
- 1986: Die Frau vom Boß (The Boss’ Wife)
- 1987: Drei auf dem Highway – Three for the Road (Three for the Road)
- 1993: Teenage Bonnie und Klepto Clyde (Teenage Bonnie and Klepto Clyde)

## Nominierungen
- 1976: Oscar-Nominierung in der Kategorie Bester Ton für Die Hindenburg